# Chryzostom (Anagnostopulos)
Chryzostom, imię świeckie Panajotis Anagnastopulos (ur. 1933 w Serrai) – duchowny prawosławny w jurysdykcji Patriarchatu Konstantynopola, od 1978 tytularny biskup Rodostolos. 

## Życiorys
Od 1950 był mnichem na Athos. Święcenia prezbiteratu przyjął w 1965. Chirotonię biskupią otrzymał 22 kwietnia 1978. Działając w imieniu patriarchy stale przebywa w Wielkiej Ławrze na górze Athos. 